# Sarah Buis
Pour les articles homonymes, voir Buis (homonymie).
Sarah Buis est une joueuse néerlandaise de water-polo née le 20 mars 2000 à De Bilt. Elle a remporté avec l'équipe des Pays-Bas la médaille de bronze du tournoi féminin aux Jeux olympiques d'été de 2024, organisés à Paris.